# Renée Lebas

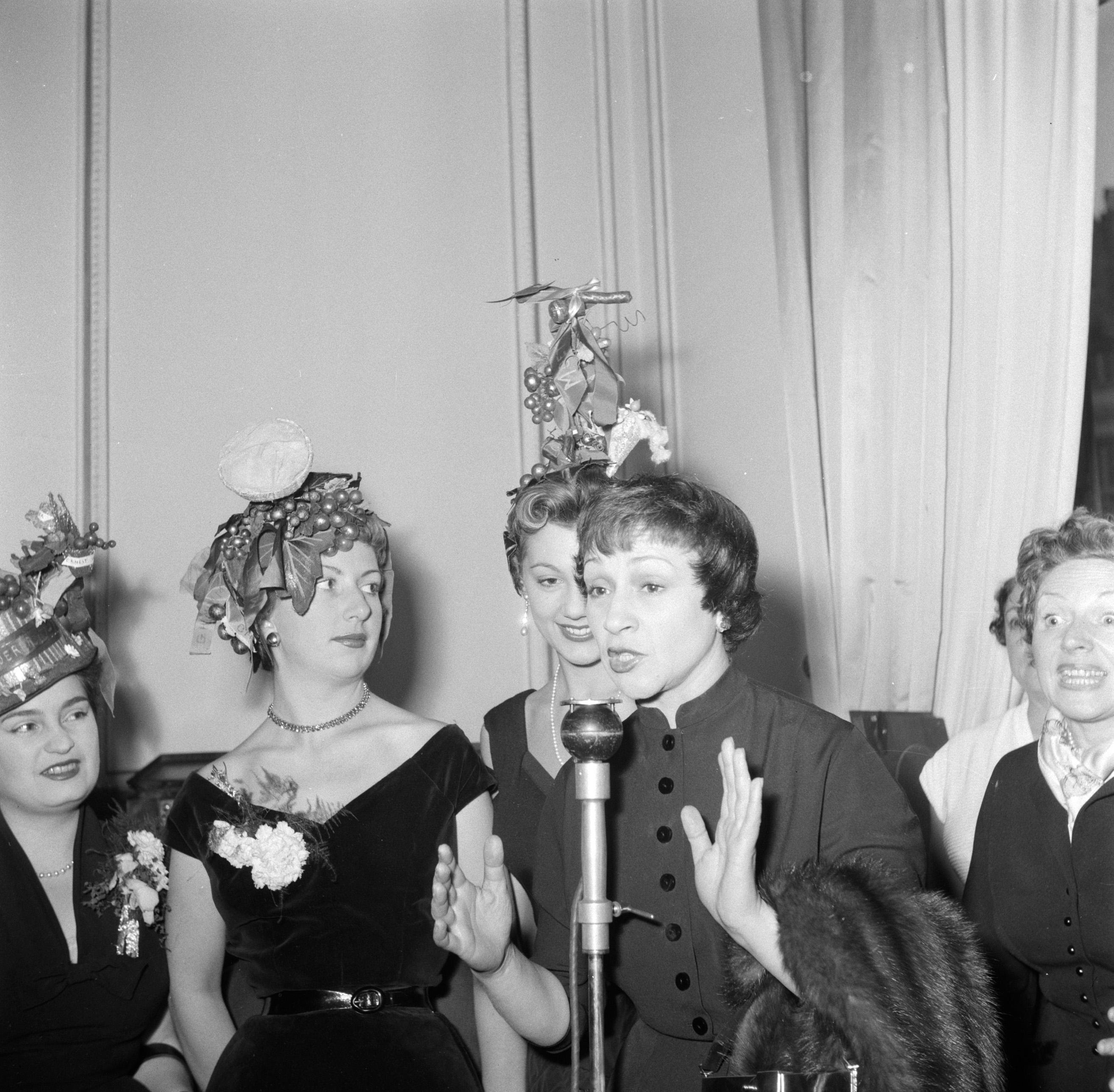
Renée Lebas

Renée Lebas (* 23. April 1917 in Paris; † 18. Dezember 2009 ebenda) war eine französische Chansonsängerin.

## Biografie
Renée Lebas, Tochter jüdischer Eltern, die aus Rumänien nach Frankreich geflohen waren, war bereits früh künstlerisch tätig als sie mit der Gruppe "L'écho de douzième" der Föderation der Arbeitertheater auftrat und kleine Konzerte in linken Cafés und in den Kinos der Pariser Stadtviertel (Quartiers) gaben. Nach einem von Radio Cité organisierten Konzert wurde 1937 Raymond Asso auf sie aufmerksam, der auch Édith Piaf förderte. In den folgenden Jahren sang sie so bekannte Chansons wie "La mer" von Charles Trenet, aber auch "Revoir Paris", "Fleur bleue", "Madame la Pluie" und "Seule depuis toujours".
1946 schrieben der Pianist Emile Stern und der Texter Henri Lemarchand ihren größten Erfolg, die Ballade "Où es-tu mon amour?". 1948 nahm sie als erste das Lied "Elle tourne la Terre" des jungen Texters und Komponisten Léo Ferré auf, der später selbst einer der bekanntesten Chansoniers werden sollte, und der für sie weitere bekannte Lieder wie "Paris Canaille" und "L'île Saint-Louis" verfasste. Auf ihren Tourneen wurde sie oftmals vom Pianisten Norbert Glanzberg begleitet.
Mit "La Fontaine endormie" aus dem Jahr 1956, einem Chanson, der als Hommage an ihre in das KZ Auschwitz deportierte Schwester gedacht war, war sie die Erste, die die Shoah thematisierte. Viele ihrer Lieder wie "Tire, tire l'aiguille" und "Mammy" waren durch die jüdische Folklore der Aschkenasim geprägt. In den 1950er Jahren entstand auch das Lied "Garde l'Espérance", welches auf der israelischen Nationalhymne "HaTikwa" basiert und 1981 vom französischen Radiosender Radio J als Eröffnungsmelodie gewählt wurde.
Renée Lebas, die auch Chansons von Eddie Barclay, Boris Vian, Charles Aznavour, Pierre Delanoë und "Le Temps du muguet" von Francis Lemarque interpretierte, beendete 1963, dem Todesjahr Édith Piafs, im Alter von 46 Jahren ihre Gesangskarriere, da sie sich "zu alt zum Singen von Liebesliedern" ("trop vieille pour chanter des chansons d'amour") fand.
Später förderte sie selbst aber auch Künstler wie Régine oder Serge Lama.